# Tusk (film, 2014)
Pour les articles homonymes, voir Tusk.
Pour plus de détails, voir Fiche technique et Distribution.
Tusk est une comédie horrifique américaine écrite et réalisée par Kevin Smith, sortie en 2014.
Le film suit Wallace Bryton qui est un podcasteur américain. Il se rend au Canada afin d’interviewer un jeune homme pour son show internet, « so not see ». Une fois sur place un contre-temps l'oblige à changer ses plans et l'amène à rencontrer Howard Howe, un tétraplégique vivant dans une grande demeure reculée et entouré des souvenirs de ses voyages en mer. Ce dernier nourrit un rêve : trouver le morse qui réside en chaque être humain.

## Synopsis
Les meilleurs amis Wallace Bryton et Teddy Craft animent un podcast intitulé The Not-See Party dans lequel ils interviewent des personnes excentriques. Wallace s'envole pour le Canada pour interviewer le Kill Bill Kid, qui est devenu une sensation sur Internet en raison d'une vidéo virale de lui se coupant accidentellement la jambe avec un katana. La petite amie de Wallace, Ally, reste derrière. À son arrivée au Manitoba, il apprend que celui-là même qu'il voulait interviewer s'est suicidé. Déterminé à ne pas gâcher son voyage, Wallace essaie de trouver une autre personne à interviewer. Il trouve un tract de quelqu'un qui propose une chambre chez lui gratuitement et la garantie d'entendre des histoires intéressantes. Intrigué, il arrive au manoir d'Howard Howe, un marin à la retraite en fauteuil roulant.
Howard raconte comment un morse, qu'il a nommé "M. Tusk", l'a sauvé après un naufrage. Wallace s'évanouit à cause du sécobarbital mélangé au thé que Howard lui a préparé. Le lendemain matin, Wallace se réveille pour se retrouver attaché dans un fauteuil roulant et sa jambe gauche amputée. Howard révèle qu'il peut encore marcher et expose ses plans pour intégrer Wallace dans un costume de morse parfaitement construit dans le but de recréer M. Tusk. Ally et Teddy, qui ont une liaison, ignorent chacun leur téléphone lorsque Wallace les appelle à l'aide. Après leur avoir laissé des messages vocaux, Wallace est assommé par Howard.
Maintenant conscients que Wallace est en danger, Ally et Teddy s'envolent pour le Canada. De retour au manoir, Howard continue de mutiler et d'altérer Wallace tout en racontant sa trame de fond : orphelin de Duplessis à la suite du meurtre de ses parents, il a été abusé physiquement et sexuellement pendant cinq ans par le clergé qui l'a nourri, le laissant avec une grave misanthropie. Il attache Wallace à un costume de morse fait de peau humaine, avec des défenses faites à partir des os de tibia coupés de Wallace. Un détective local met Ally et Teddy en contact avec Guy LaPointe, un ancien inspecteur de la Sûreté du Québec qui traque Howard depuis des années. LaPointe explique que Howard, surnommé "la première femme", kidnappe et assassine des gens depuis des années; il pense que Wallace est peut-être encore en vie, mais pas comme ils se souviennent de lui.
Howard conditionne Wallace à penser et à se comporter comme un morse. Howard révèle que peu de temps avant d'être secouru, il avait tué et mangé M. Tusk pour survivre. Accablé de culpabilité, il a passé les 15 dernières années à transformer ses victimes en son sauveur bien-aimé dans le but de revivre leur dernier jour et de donner à M. Tusk une autre chance de survie. Avec Howard vêtu de sa peau faite maison, les deux s'engagent dans un combat qui se termine lorsque Wallace empale Howard sur ses défenses. Howard meurt satisfait d'avoir enfin rempli la mission de sa vie. LaPointe, Ally et Teddy entrent dans l'enclave alors que Wallace hurle victorieusement. LaPointe pointe une arme sur lui, à la grande horreur d'Ally.
Un an plus tard, Wallace, vivant toujours comme un morse, vit dans une réserve faunique. Ally et Teddy lui rendent visite et lui donnent un maquereau. Dans un flashback, Ally confie à Wallace que son grand-père lui a dit un jour que pleurer est ce qui sépare les humains des animaux. Ally dit en larmes à Wallace qu'elle l'aime toujours avant de partir. Wallace pleure en beuglant, ce qui implique qu'il a conservé une partie de son humanité.

## Fiche technique
Sauf indication contraire, les informations mentionnées dans cette section peuvent être confirmées par la base de données cinématographiques IMDb,  présente dans la section « Liens externes ».
- Titre original et francophone : Tusk
- Réalisation et scénario : Kevin Smith
- Direction artistique : John D. Kretschmer
- Décors : Michael Barton
- Costumes : Maya Lieberman
- Photographie : James Laxton
- Son : Otis Van Osten
- Montage : Kevin Smith
- Musique : Christopher Drake
- Production : Sam Englebardt, William D. Johnson et Shannon McIntosh

Producteur délégué : David S. Greathouse
- Sociétés de production : Demarest Films, SModcast Pictures, Phase 4 Films et XYZ Films
- Société de distribution : A24 Films
- Budget : 2 000 000 de dollars[1]
- Pays d'origine :  États-Unis
- Langue originale : anglais
- Format : couleur
- Genre : comédie horrifique
- Durée : 102 minutes
- Dates de sortie[2] :
  -  Canada : 6 septembre 2014 (festival international du film de Toronto 2014)
  -  États-Unis : 19 septembre 2014
  -  France : 30 octobre 2014 (festival des Utopiales), 11 mars 2015 (sortie en vidéo)

## Distribution
- Justin Long (VF : Bruno Mullenaerts) : Wallace Bryton
- Michael Parks (VF : Jean-Michel Vovk) : Howard Howe
- Génesis Rodríguez (VF : Prunelle Rulens) : Ally Leon
- Haley Joel Osment (VF : Sébastien Hébrant) : Teddy Craft
- Johnny Depp (VF : Bruno Choël) : Guy LaPointe
- Matthew Shively : Howard Howe jeune
- Harley Quinn Smith : Colleen McKenzie
- Lily-Rose Depp : Colleen Colette
- Zak Knutson : Ernest Hemingway
- Harley Morenstein : l'agent à la frontière
- Ralph Garman : le détective Frank Garmin
- Jennifer Schwalbach Smith : la serveuse

 Source et légende : version française (VF) sur RS Doublage et selon le carton du doublage français sur le DVD zone 2.
version française réalisée par la société de doublage Dubbing Brothers, sous la direction artistique de Nathalie Régnier, avec une adaptation des dialogues par Ludovic Manchette et Christian Niemiec.

## Production

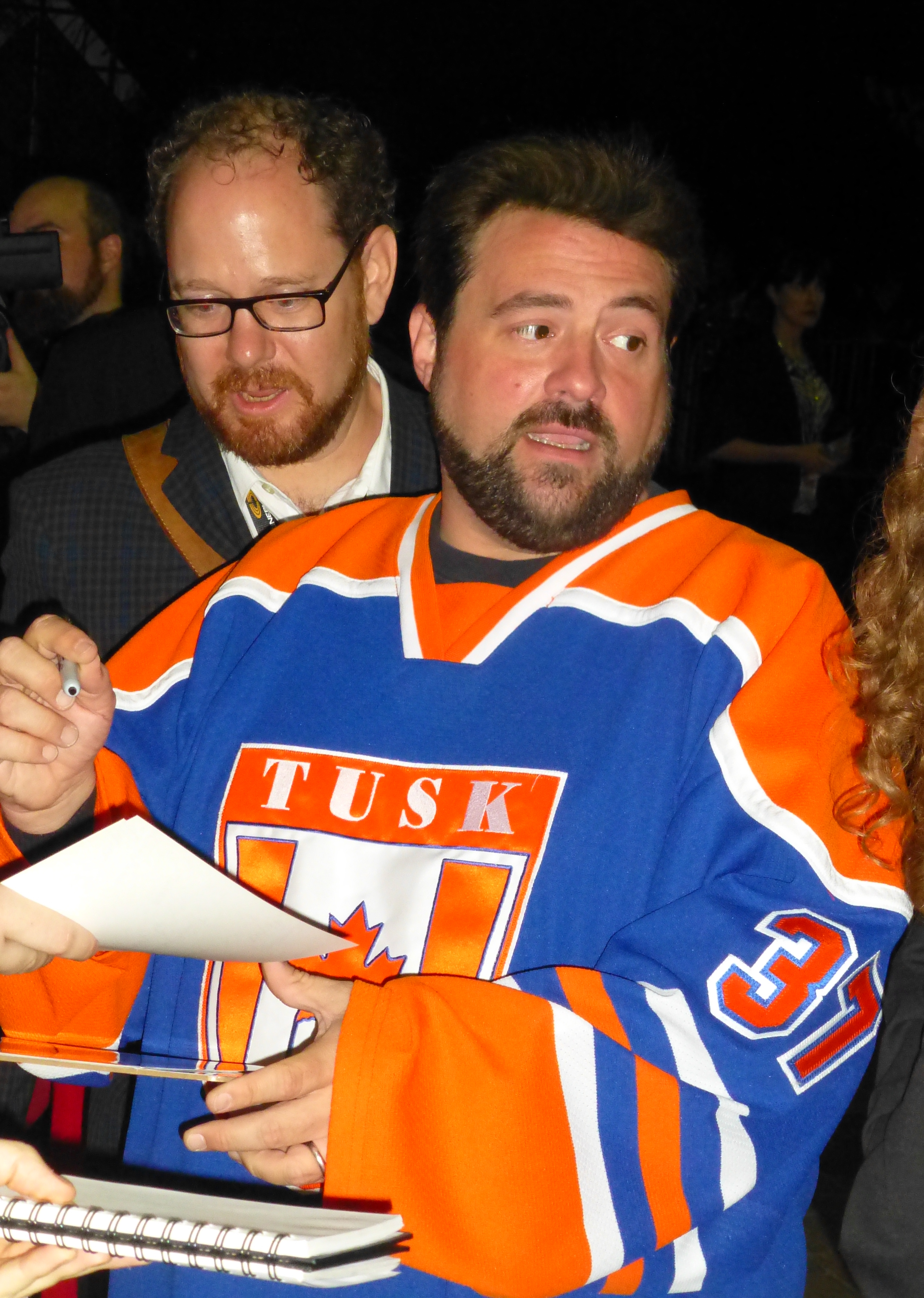
Kevin Smith à la première du film, au Toronto Film Festival 2014.

### Génèse et développement
Alors que le scénario de son Clerks III est achevé, le réalisateur Kevin Smith décide de réaliser un autre film, en attendant le financement de la suite de Clerks 2.
Le scénario de Tusk s'inspire de l'épisode The walrus & The Carpenter de la série de podcast SModcast, créée par Kevin Smith et son ami Scott Mosier. Dans cet épisode, ils débattaient sur une petite annonce envoyée par un homme qui avait été naufragé et avait survécu aux côtés d'un morse et qui avait ensuite envoyé une petite annonce :

« Pour devenir mon colocataire, vous devez être prêt à porter un costume de morse pendant 2h par jour environ (en pratique, pas 2h chaque jour, il s’agit plus d’un ordre d’idée de la charge qui vous attend). Une fois dans le costume, vous devez ÊTRE un morse : il ne doit pas y avoir de parole telle qu’un homme le ferait, avec une voix d’homme, et toute communication doit se faire sur l’intonation d’un morse. »

### Attribution des rôles
En octobre 2013, Haley Joel Osment est confirmé dans le film.
Kevin Smith voulait que son ami réalisateur Quentin Tarantino tienne le rôle du colocataire, mais il n'a pas accepté. D'autre part, il a écrit le rôle de l'homme ayant passé l'annonce pour Michael Parks, qu'il a également dirigé dans son précédent film, Red State. Le réalisateur retrouve également Justin Long, qui avait tenu un petit rôle dans Zack et Miri font un porno.
Ce film signe les premiers pas au cinéma de la fille de Johnny Depp et Vanessa Paradis, Lily-Rose Depp. Elle apparait aux côtés de Harley Quinn Smith, la fille du réalisateur Kevin Smith.

### Tournage
Le tournage débute le 4 novembre 2013 et s'achève le 22 novembre 2013. Deux jours supplémentaires sont prévus à Los Angeles pour des scènes avec le personnage Guy LaPointe.

## Distinctions

### Sélection
- Festival international du film de Toronto 2014 : sélection « Midnight Madness »

## Suites
Peu avant la sortie de Tusk, Kevin Smith annonce qu'il a écrit un spin-off film titré Yoga Hosers, avec plusieurs personnages de Tusk. Il est ensuite révélé que Yoga Hosers sera le 2e film d'une trilogie, True North, qui sera conclue par le film Moose Jaws, décrit comme « Les Dents de la mer avec un orignal ». Le tournage a lieu courant 2015. Yoga Hosers sortira en 2016.